# Łagiewniki (Basse-Silésie)
Pour les articles homonymes, voir Łagiewniki.
Łagiewniki est une localité polonaise et siège de la gmina du même nom, située dans le powiat de Dzierżoniów en voïvodie de Basse-Silésie.

## Histoire
De 1742 à 1945, Heidersdorf fait partie de l'arrondissement de Nimptsch puis à partir de 1932, de l'arrondissement de Reichenbach dans le district de Breslau au sein de la province de Silésie.